# Demonax gertrudae
Demonax gertrudae là một loài bọ cánh cứng trong họ Cerambycidae.